# Прапор Христинівського району
Пра́пор Христи́нівського райо́ну — офіційний символ Христинівського району Черкаської області, затверджений 21 жовтня 2009 року рішенням сесії Христинівської районної ради.

## Опис
Прапор — це прямокутний стяг зі співвідношенням сторін 2:3, що складається з чотирьох рівновеликих частин синього, жовтого, зеленого і малинового кольору. Синя та жовта, зелена й малинова частини полотнища розділені горизонтально двома козацькими шаблями. У центрі прапора, між зеленим та синім полями, на вістрі шабель, розміщено жовтий вертикальний колосок.

## Символіка
Синя та жовта частини символізують державний прапор України, зелена позначає колір життя, а малинова відображає славне історичне минуле. Колос — символ хліборобської слави району.